# Campionat d'Europa de natació de 1970
El Campionat d'Europa de natació de 1970 va ser la dotzena edició del Campionat d'Europa de natació. La competició es va disputar entre el 5 i el 13 de setembre de 1970 a les Piscines Bernat Picornell de Barcelona. El programa de natació fou ampliat notòriament respecte l'edició anterior. Hi van prendre part 26 nacions i més de 600 esportistes.

## Medaller
País amfitrió
| Posició | País           | Or | Plata | Bronze | Total |
| 1       | RDA            | 16 | 9     | 9      | 34    |
| 2       | Unió Soviètica | 6  | 4     | 8      | 18    |
| 3       | RFA            | 4  | 6     | 4      | 14    |
| 4       | Suècia         | 3  | 2     | 2      | 7     |
| 5       | Hongria        | 2  | 3     | 0      | 5     |
| 6       | Itàlia         | 1  | 2     | 2      | 5     |
| 7       | França         | 1  | 2     | 0      | 3     |
| 8       | Txecoslovàquia | 1  | 0     | 0      | 1     |
| 9       | Iugoslàvia     | 0  | 3     | 1      | 4     |
| 10      | Espanya        | 0  | 2     | 2      | 4     |
| 11      | Països Baixos  | 0  | 1     | 2      | 3     |
| 12      | Regne Unit     | 0  | 0     | 4      | 4     |
| Total   | Total          | 34 | 34    | 34     | 102   |

## Resultats

### Salts
Proves masculines
| Proves               | Or                    | Or     | Plata               | Plata  | Bronze                | Bronze |
| Trampolí de 3 metres | Franco Cagnotto (ITA) | 555.21 | Klaus Dibiasi (ITA) | 534.72 | Vladimir Vasin (URS)  | 529.80 |
| Palanca              | Lothar Matthes (GDR)  | 454.74 | Klaus Dibiasi (ITA) | 444.18 | Franco Cagnotto (ITA) | 435.36 |

Proves femenines
| Proves               | Or                    | Or     | Plata                | Plata  | Bronze                | Bronze |
| Trampolí de 3 metres | Heidi Becker (GDR)    | 420.63 | Marina Janicke (GDR) | 407.22 | Tamara Safonova (URS) | 405.60 |
| Palanca              | Milena Duchková (TCH) | 336.33 | Marina Janicke (GDR) | 329.85 | Sylvia Fiedler (GDR)  | 322.26 |

### Natació
Proves masculines
| Proves                       | Or                                                                               | Or      | Plata                                                                                | Plata   | Bronze                                                                              | Bronze  |
| 100 metres lliures           | Michel Rousseau (FRA)                                                            | 52.9    | Roland Matthes (GDR)                                                                 | 53.5    | Georgiy Kulikov (URS)                                                               | 53.7    |
| 200 metres lliures           | Hans Fassnacht (FRG)                                                             | 1:55.2  | Gunnar Larsson (SWE)                                                                 | 1:55.7  | Georgiy Kulikov (URS)                                                               | 1:56.6  |
| 400 metres lliures           | Gunnar Larsson (SWE)                                                             | 4:02.6  | Hans Fassnacht (FRG)                                                                 | 4:03.0  | Santiago Esteva (ESP)                                                               | 4:08.3  |
| 1.500 metres lliures         | Hans Fassnacht (FRG)                                                             | 16:19.9 | Werner Lampe (FRG)                                                                   | 16:25.6 | Santiago Esteva (ESP)                                                               | 16:35.7 |
| 100 metres esquena           | Roland Matthes (GDR)                                                             | 58.9    | Santiago Esteva (ESP)                                                                | 59.9    | Bob Schoutsen (NED)                                                                 | 1:00.4  |
| 200 metres esquena           | Roland Matthes (GDR)                                                             | 2:08.8  | Santiago Esteva (ESP)                                                                | 2:09.7  | Volker Werner (GDR)                                                                 | 2:11.5  |
| 100 metres braça             | Nikolay Pankin (URS)                                                             | 1:06.8  | Roger-Philippe Menu (FRA)                                                            | 1:07.8  | Rolf Klees (FRG)                                                                    | 1:08.1  |
| 100 metres braça             | Klaus Katzur (GDR)                                                               | 2:26.0  | Nikolay Pankin (URS)                                                                 | 2:26.1  | Walter Kusch (FRG)                                                                  | 2:28.2  |
| 100 metres papallona         | Hans Lampe (FRG)                                                                 | 57.5    | Udo Poser (GDR)                                                                      | 57.9    | Vladimir Nemshilov (URS)                                                            | 58.0    |
| 200 metres papallona         | Udo Poser (GDR)                                                                  | 2:08.0  | Folkert Meeuw (FRG)                                                                  | 2:08.2  | Hartmut Flöckner (GDR)                                                              | 2:09.6  |
| 200 metres estils            | Gunnar Larsson (SWE)                                                             | 2:09.3  | Matthias Pechmann (GDR)                                                              | 2:13.6  | Hans Ljungberg (SWE)                                                                | 2:14.3  |
| 400 metres estils            | Gunnar Larsson (SWE)                                                             | 4:36.2  | Hans Fassnacht (FRG)                                                                 | 4:36.9  | Matthias Pechmann (GDR)                                                             | 4:40.6  |
| relleus 4×100 metres lliures | Unió SovièticaVladimir Bure · Viktor Mazanov · Georgiy Kulikov · Leonid Ilyichev | 3:32.3  | RFAGerhard Schiller · Rainer Jacob · Folkert Meeuw · Hans Fassnacht                  | 3:34.1  | RDARoland Matthes · Lutz Unger · Frank Seebald · Udo Poser                          | 3:34.6  |
| relleus 4×200 metres lliures | RFAWerner Lampe · Olaf von Schilling · Folkert Meeuw · Hans Fassnacht            | 7:49.5  | Unió SovièticaGeorgiy Kulikov · Ahmed Anarbayev · Aleksandr Samsonov · Vladimir Bure | 7:52.8  | RDALutz Unger · Wilfried Hartung · Roland Matthes · Udo Poser                       | 7:54.5  |
| relleus 4×100 metres estils  | RDARoland Matthes · Klaus Katzur · Udo Poser · Lutz Unger                        | 3:54.4  | FrançaJean-Paul Berjeau · Roger-Philippe Menu · Alain Mosconi · Michel Rousseau      | 3:57.6  | Unió SovièticaViktor Krasko · Nikolay Pankin · Vladimir Nemshilov · Leonid Ilyichev | 3:58.0  |

Proves femenines
| Event                        | Or                                                                            | Or     | Plata | Plata  | Bronze                                                                         | Bronze |
| 100 metres lliures           | Gabriele Wetzko (GDR)                                                         | 59.6   | Mirjana Šegrt (YUG)                                                                                                  | 1:00.8 | Alexandra Jackson (GBR)                                                        | 1:00.8 |
| 200 metres lliures           | Gabriele Wetzko (GDR)                                                         | 2:08.2 | Mirjana Šegrt (YUG)                                                                                                  | 2:11.9 | Yvonne Nieber (GDR)                                                            | 2:12.8 |
| 400 metres lliures           | Elke Sehmisch (GDR)                                                           | 4:32.9 | Gunilla Jonsson (SWE)                                                                                                | 4:36.8 | Karin Tülling (GDR)                                                            | 4:38.0 |
| 800 metres lliures           | Karin Neugebauer (GDR)                                                        | 9:29.1 | Linda de Boer (NED)                                                                                                  | 9:35.7 | Novella Calligaris (ITA)                                                       | 9:38.8 |
| 100 metres esquena           | Tinatin Lekveishvili (URS)                                                    | 1:07.8 | Andrea Gyarmati (HUN)                                                                                                | 1:07.9 | Cobie Buter (NED)                                                              | 1:08.5 |
| 200 metres esquena           | Andrea Gyarmati (HUN)                                                         | 2:25.5 | Barbara Hofmeister (GDR)                                                                                             | 2:26.6 | Tinatin Lekveishvili (URS)                                                     | 2:27.1 |
| 100 metres braça             | Galina Stepanova-Prozumenshchikova (URS)                                      | 1:15.6 | Uta Frommater (FRG)                                                                                                  | 1:16.9 | Alla Grebennikova (URS)                                                        | 1:16.9 |
| 200 metres braça             | Galina Stepanova-Prozumenshchikova (URS)                                      | 2:40.7 | Alla Grebennikova (URS)                                                                                              | 2:43.5 | Dorothy Harrison (GBR)                                                         | 2:45.6 |
| 100 metres papallona         | Andrea Gyarmati (HUN)                                                         | 1:05.0 | Helga Lindner (GDR)                                                                                                  | 1:05.6 | Edeltraut Koch (FRG)                                                           | 1:05.8 |
| 200 metres papallona         | Helga Lindner (GDR)                                                           | 2:20.2 | Mirjana Šegrt (YUG)                                                                                                  | 2:24.5 | Evelyn Stolze (GDR)                                                            | 2:25.6 |
| 200 metres estils            | Martina Grunert (GDR)                                                         | 2:26.6 | Evelyn Stolze (GDR)                                                                                                  | 2:29.3 | Shelagh Ratcliffe (GBR)                                                        | 2:29.6 |
| 400 metres estils            | Evelyn Stolze (GDR)                                                           | 5:07.0 | Brigitte Schuchardt (GDR)                                                                                            | 5:18.3 | Shelagh Ratcliffe (GBR)                                                        | 5:19.6 |
| relleus 4×100 metres lliures | RDAGabriele Wetzko · Iris Komar · Elke Sehmisch · Sabine Schulze              | 4:00.8 | HungaryAndrea Gyarmati · Judit Turóczy · Edit Kovács · Magdolna Patoh                                                | 4:02.7 | SuèciaElisabeth Berglund · Eva Andersson · Anita Zarnowiecki · Gunilla Jonsson | 4:07.4 |
| relleus 4×100 metres estils  | RDABarbara Hofmeister · Brigitte Schuchardt · Helga Lindner · Gabriele Wetzko | 4:30.1 | Unió SovièticaTinatin Lekveishvili · Galina Stepanova-Prozumenshchikova · Valentina Tutayeva · Tatyana Zolotnitskaya | 4:31.3 | RFAAngelika Kraus · Uta Frommater · Heike Nagel · Heidemarie Reineck           | 4:33.4 |

### Waterpolo
| Prova             | Or             | Plata   | Bronze     |
| Waterpolo masculí | Unió Soviètica | Hongria | Iugoslàvia |